# جیالا (بوتان)
جیالا (به لاتین: Giala) یک شهرک در بوتان (کشور) است که در Wangdue Phodrang District واقع شده‌است.